# Дом Мансфелд
Дом Мансфелд (на немски: Haus Mansfeld) е един от най-древните графски родове на Германия, наречен на старинния замък в град Мансфелд в Саксония-Анхалт.
Родът на графовете на Мансфелд дава множество епископи (два архиепископа) и рицари на златното руно. Сроден е с графовете на Щолберг, херцозите на Брауншвайг и Вюртмберг, князете на Анхалт, маркграфовете на Бранденбург и с кралската фамилия на Дания. Родът се прекратява по мъжка линия през 1780 г.
Името Мансфелд се споменава за пръв път през 973 г. Първият споменат граф през 1050 г. е Хойер, който се жени за Христина, дъщеря на граф Зигфрид II (1107–1124) от Ваймар-Орламюнде от род Аскани. Те основават род Мансфелд. През 1069 г. император Хайнрих IV му дава северен Хасегау като комитат. Неговият син Хойер I фон Мансфелд († 1115) е фелдмаршал на император Хайнрих V и започва да се нарича граф на Мансфелд.
Родът има мини и право да сече монети. През 1229 г. с Бурхард I фон Мансфелд умира последният мъж от Мансфелдите. Чрез дъщеря му наследничка, София фон Мансфелд († сл. 1233), омъжена за бургграф Бурхард II/VI фон Кверрфурт († 1254/1258), графските собствености отиват на господарите на Кверфурт. От 1246 г. тази линия се нарича само граф фон Мансфелд.